# NGC 5885
NGC 5885 este o hi (21cm) source⁠(d) situată în constelația Balanța. A fost descoperită în 9 mai 1784 de către William Herschel. Se află la o distanță de 30,38 de megaparseci de Pământ.